# Saint-François-Lacroix
Saint-François-Lacroix település Franciaországban, Moselle megyében. Lakosainak száma 322 fő (2022. január 1.). Saint-François-Lacroix Bibiche, Kemplich, Laumesfeld, Menskirch, Monneren és Waldweistroff községekkel határos.

## Népesség
A település népessége az elmúlt években az alábbi módon változott:
| Lakosok száma | 132  | 107  | 139  | 198  | 300  | 297  | 302  | 303  | 311  | 322  |
|               | 1968 | 1982 | 1990 | 2006 | 2013 | 2015 | 2017 | 2019 | 2020 | 2022 |